# Lisa Ann Walter

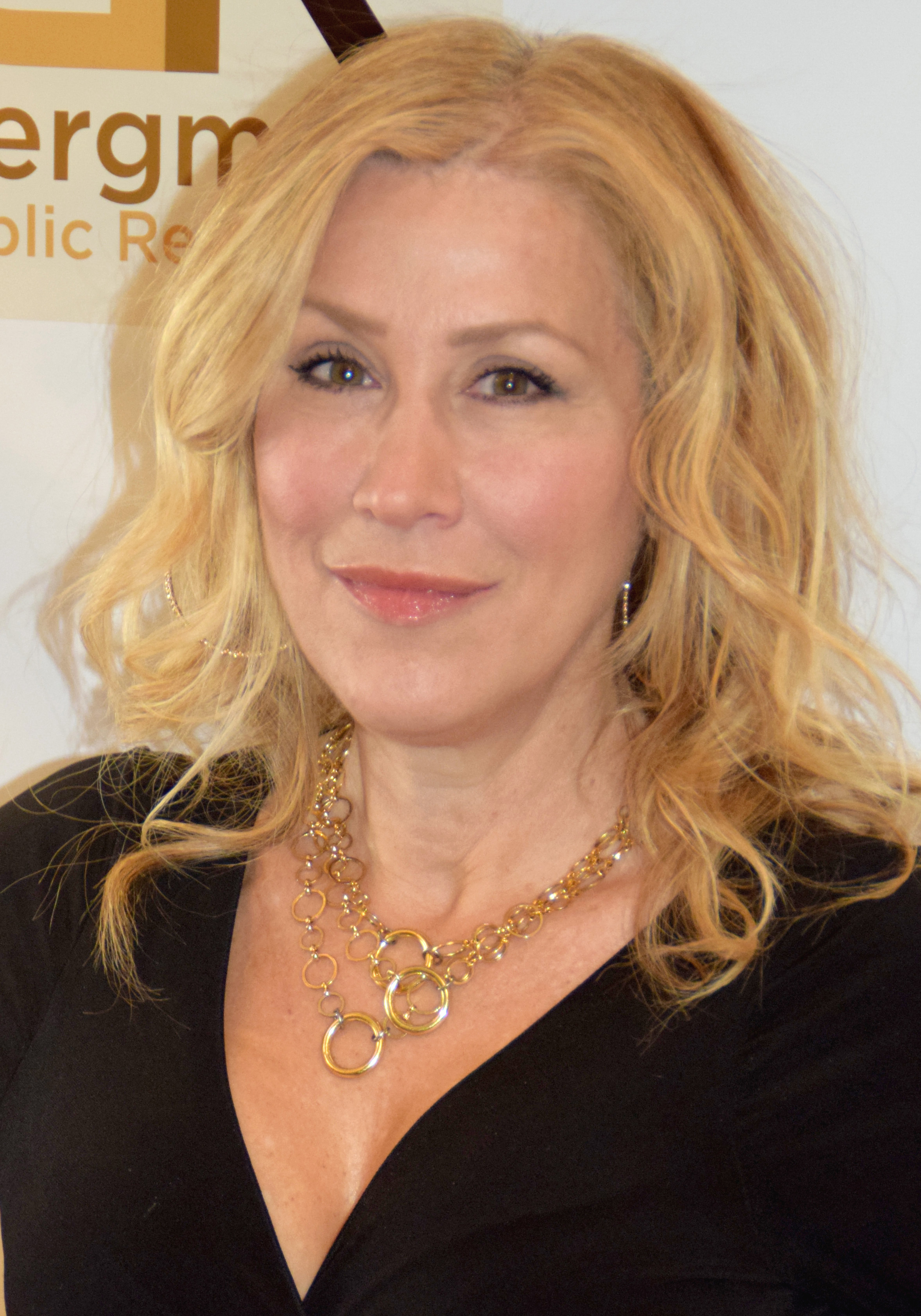
Lisa Ann Walter (2015)

Lisa Ann Walter (* 3. August 1963 in Silver Spring, Maryland) ist eine US-amerikanische Schauspielerin.

## Leben
Geboren wurde Walter in Maryland, wuchs aber in einer Vorstadt von Washington, D.C. auf. Schon als Kind hatte sie den Wunsch, Sängerin zu werden und sammelte erste Erfahrungen auf der Bühne. Im Anschluss an ihre Schulzeit machte sie einen Schauspielabschluss an der Catholic University of America und entdeckte die Theaterbühne für sich. Nach ihrem Umzug nach New York City trat Walter bei einem Komiker-Amateurabend auf. Ihre scheinbar ungewollt witzige Erscheinungsweise erfreute sich bald großer Beliebtheit, sie karikierte die Themen Erziehung, Politik sowie Sexualität. Im Alter von 24 Jahren wurde sie zum ersten Mal Mutter und legte eine kurze Pause ein. In der ABC-Fernsehserie Life’s Work wurde sie schließlich einem breiten Publikum bekannt. Sie spielte dort die Rolle einer ständig beschäftigten Rechtsanwältin, die versucht, ihr berufliches und privates Leben in Balance zu führen. Es folgte eine weitere Fernsehrolle als Fernsehproduzentin in dem Drama Breaking News. 2001 erhielt Walter neben Emeril Lagasse eine Hauptrolle in Emeril.
Doch auch in Kinofilmen war Lisa Ann Walter häufiger zu sehen. Nachdem Hollywood auf sie aufmerksam geworden ist, tauchte sie 1996 als Claudine an der Seite von Whoopi Goldberg in Eddie auf. Zwei Jahre später mimte sie das Kindermädchen von Lindsay Lohan (damals elf Jahre alt) im Disney-Film Ein Zwilling kommt selten allein. Des Weiteren bekam sie eine kleine Nebenrolle in der Filmkomödie Bruce Allmächtig. Als 2004 der japanische Tanzfilm Shall we dance? (1996) mit Richard Gere, Jennifer Lopez und Susan Sarandon unter dem Titel Darf ich bitten? neu verfilmt wurde, wählte man Walter für die Rolle einer leidenschaftlichen Hobbytänzerin aus. Sie war im gleichen Jahr auch Teil der Besetzung von Steven Spielbergs Krieg der Welten. Außerdem hatte sie in der vierten Staffel von Nip/Tuck – Schönheit hat ihren Preis einen Gastauftritt.
Lisa Ann Walters Markenzeichen ist die deutliche Distanzierung von größeren Rollen. Ähnlich wie bei beispielsweise Alec Baldwin sind die von ihr dargestellten Charaktere nie im Vordergrund des zentralen Filmgeschehens angesiedelt. Zurzeit widmet sie sich vorwiegend ihren Zwillingssöhnen. Die vierfache Mutter ist seit 1999 von dem Vater ihrer beiden anderen älteren Kinder geschieden.

## Filmografie (Auswahl)
- 1995: My Wildest Dreams (Fernsehserie, 5 Folgen)
- 1996: Eddie
- 1998: Ein Zwilling kommt selten allein (The Parent Trap)
- 2000: Get Your Stuff
- 2001: Early Bird Special
- 2003: Farm Sluts
- 2003: Bruce Allmächtig (Bruce Almighty)
- 2004: Darf ich bitten? (Shall We Dance)
- 2005: Krieg der Welten (War of the Worlds)
- 2005: The Trouble with Dee Dee
- 2006: Graduation
- 2006: Coffee Date
- 2006: Room 6
- 2007: Entry Level
- 2008: Drillbit Taylor – Ein Mann für alle Unfälle (Drillbit Taylor)
- 2010: Kiss & Kill
- 2017: Glow (Netflix-Serie)
- 2020: Grey’s Anatomy (Fernsehserie, Folge 16x03)
- 2021: 9-1-1: Notruf L.A. (9-1-1, Fernsehserie, 1 Folge)
- seit 2021: Abbott Elementary (Fernsehserie)
- 2023: Diary of a Wimpy Kid Christmas: Cabin Fever